# 花石站

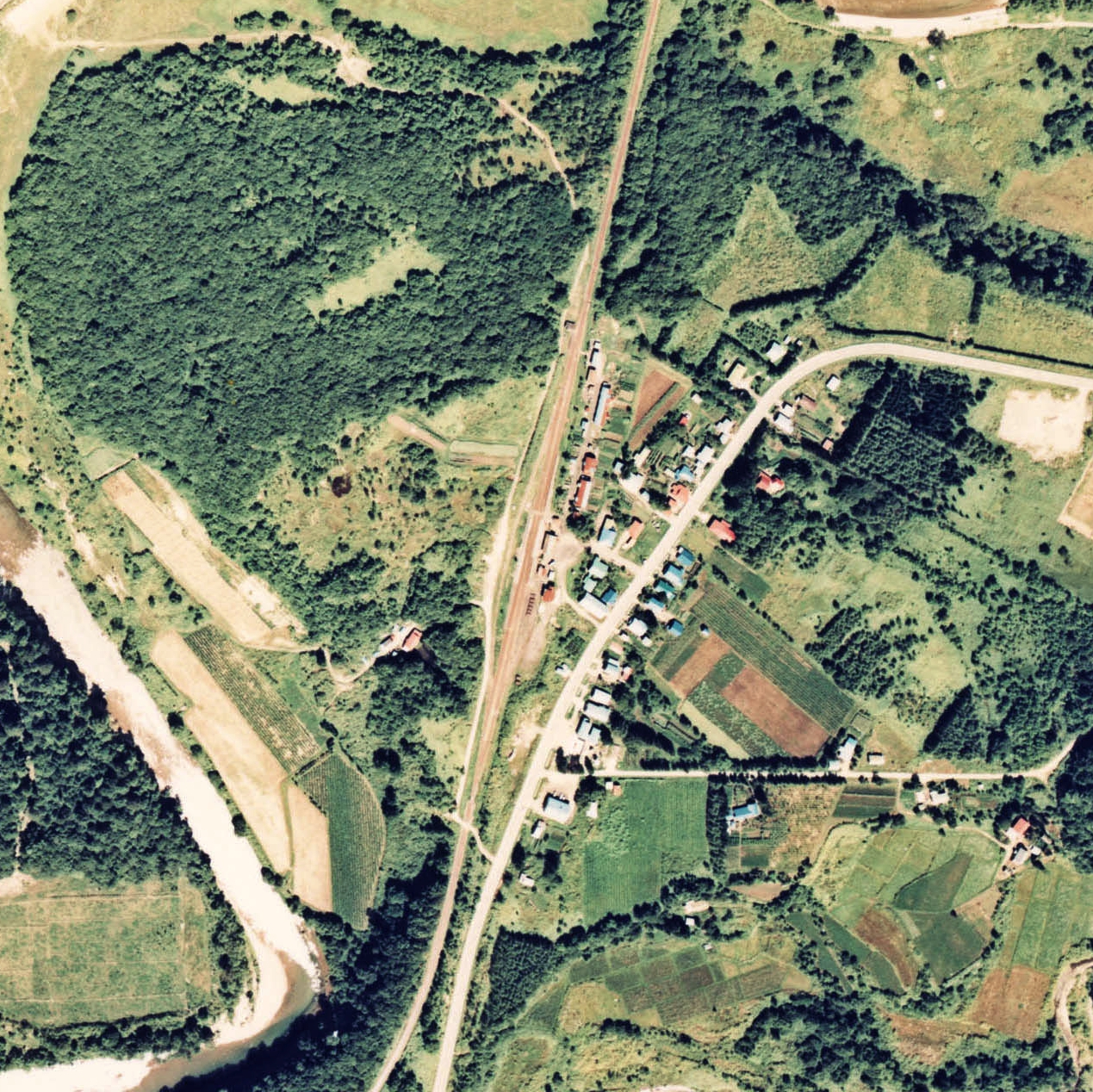
1976年的花石站與方圓約750米範圍。下方瀨棚方向。

花石站（日语：／ Hanaishi eki */?）是位於北海道瀨棚郡今金町字花石，日本國有鐵道的瀨棚線車站（廢站）。隨著瀨棚線廢除，車站在1987年（昭和62年）3月16日廢除。

## 歷史
- 1929年（昭和4年）12月13日 - 國有鐵道瀨棚線國縫站至此站之間開通，此站啟用[1][2]。當時為一般車站[3]。
- 1930年（昭和5年）10月30日 - 此站至今金站之間開通，成為中途站。
- 1979年（昭和54年）3月10日 - 結束處理貨物[2]。
- 1984年（昭和59年）2月1日 - 結束處理行李[2]。
- 1987年（昭和62年）3月16日 - 瀨棚線廢除，此站也廢除[2]。

### 站名的由來
車站名稱取自所在地名。當地盛產瑪瑙，由於這些瑪瑙貌美如花，而有「花石」這個名稱。

## 車站構造
截至車站廢除前，此站是地面車站，設有2面3線的複合式月台（單式月台與只使用一邊的島式月台），當時可進行列車交會。單式月台東邊與島式月台東邊之間設有站內平交道連接。在路線南邊，靠近車站大樓的單式月台是下行1號月台，面向車站大樓的島式月台是上行2號月台。背向島式月台（外側）的1線截至1983年（昭和58年）為一條側線。
此站是職員配置站，車站大樓位於站內東南方（對於瀨棚方向的列車來說是左手邊），鄰接單式月台。車站大樓是一座古老木製建築物，外牆塗上白色油漆，與丹羽站屬同一款式。月台上鋪上了柏油。

## 使用狀況
- 在1981年度（昭和56年度），1日上下車人次為42人[5]。

## 車站周邊
- 國道230號（日语：国道230号）
- 花石郵局
- 後志利別川（日语：後志利別川）

## 現況
截至2000年（平成12年），車站遺址附近都是道路工程中，放置沙石的場地。截至2011年（平成23年），除外附近的路堤外沒有任何痕蹟。

## 相鄰車站
日本國有鐵道
瀨棚線
美利河－花石－北住吉

## 注腳
1. 1 2   第1版. 札幌市: 日本国有鉄道北海道総局. 1973-03-25: 24. ASIN B000J9RBUY （日语）.
2. 1 2 3 4  《道南鉄道100年史 遥》 北海道旅客鐵道函館分社 2003年2月發行
3. ↑  停車場変遷大事典 国鉄・JR編 II，P830。
4. ↑  札幌鉄道局編 (编). . 北彊民族研究会. 1939: 25. NDLJP: 1029473 （日语）.
5. 1 2 3 4 5  書籍《国鉄全線各駅停車1 北海道690駅》（小學館，1983年7月發行）64頁。
6. ↑  書籍《廃線終着駅を訊ねる 国鉄・JR編》（著：三宅俊彥，JTB出版，2010年4月發行）10-11頁。
7. ↑  書籍《鉄道廃線跡を歩くVII》（JTB出版，2000年1月發行）76-78頁。
8. ↑  書籍《北海道の鉄道廃線跡》（著：本久公洋，北海道新聞社，2011年9月發行）75頁。